# Михайло Копченко/Су-6
Су-6 — радянський дослідний броньований штурмовик з поршневим двигуном повітряного охолодження часів Другої світової війни конструкції Досвідченого конструкторського бюро радянського авіаконструктора Павла Сухого.

## Історія
4 березня 1940 року ОКБ Сухого отримало офіційне завдання від Комітету оборони при РНК СРСР «Спроектувати та побудувати одномоторний броньований одномісний штурмовик з мотором М-71 … Літак побудувати у двох примірниках…».
Работы по первому экземпляру начались  на авиационном заводе № 135 в Харькове в середине апреля 1940 года. После эвакуации ОКБ на Урал в город Молотов доводка самолета и его испытания продолжались до конца января 1941 года, что было вызвано переездом на новое место, слабой производственной базой завода № 289 и отсутствием мотора М-71.
1 березня 1941 року льотчик А. І. Кокін приступив до проведення скорочених заводських випробувань, що тривали до кінця серпня. У ході випробувань було встановлено, що за швидкістю польоту, скоропідйомності та злітно-посадковими характеристиками Су-6 М-71 значно перевершує Іл-2 АМ-38, але відсутність гарматного та реактивного озброєння перешкоджала постановці питання про серійне виробництво. З 25 вересня по 10 жовтня літак проходив контрольні випробування у НДІ ВПС КА. Завершити їх у повному обсязі не вдалося, оскільки закінчився ресурс єдиного двигуна М-71, що був в наявності.
У січні 1942 року було завершено будівництвом другого примірника штурмовика Су-6. На відміну від першого екземпляра на ньому були встановлені дві гармати ВЯ-23, чотири кулемети ШКАС і десять РВ для РС-82 або РС-132.
Заводські випробування літака проводилися з 15 січня по 23 лютого, а 24 лютого літак було передано на держвипробування до НДІ ВПС КА. З перервами вони тривали до кінця травня 1942 року. В Акті державних випробувань наголошувалося:
|  | «…Літак Су-6 з мотором М-71 за максимальною швидкістю горизонтального польоту стоїть вище за штурмовик Іл-2 АМ-38… …Після виконання бойового завдання… літак Су-6 має максимальну швидкість… 483 км/год на 10-ти хвилинному форсажі. Ця швидкість робить літак Су-6 важкодосяжним для винищувачів противника, що мають незначну перевагу в швидкості. … Вважати за доцільне будівництво невеликої військової серії літаків Су-6 з М-71, які становлять інтерес щодо порівняно великої максимальної горизонтальної швидкості і мають потужне стрілецько-гарматне та реактивне озброєння…». |

У червні було підготовлено проект постанови ДКО про будівництво до 15 грудня 1942 року військової серії з 25 одномісних броньованих штурмовиків Су-6 з М-71, проте питання про будівництво військової серії так і не було вирішено. П. О. Сухий, з урахуванням усіх зауважень та дефектів, виявлених на державних випробуваннях, з дозволу А. І. Шахуріна приступив до будівництва модифікованого Су-6. До кінця грудня модифікований Су-6 з М-71Ф був практично готовий, але, враховуючи зміни до штурмовика, П. О. Сухий вирішив переробити його в двомісний. 6 березня 1943 року льотчик Н. Д. Фіксон підняв двомісний Су-6 у повітря, а до середини червня заводські випробування були завершені, і літак передали до НДІ ВПС КА для проведення державних випробувань.
Су-6 М-71Ф успішно пройшов держвипробування. З'ясувалося, що за максимальними швидкостями, скоропідйомністю, стелі і дальності він значно перевершував штурмовий літак Іл-2 з АМ-38Ф, що знаходився на озброєнні ВПС КА. Але налагодити серійне виробництво двигуна М-71Ф у важких умовах воєнного часу не вдалося. Тому П. О. Сухому було наказано замінити двигун М-71Ф менш потужний АМ-42.
22 лютого 1944 р. Г. І. Комаров приступив до заводських випробувань штурмовика Су-6 з АМ-42. Після завершення заводських випробувань, наприкінці квітня, літак було передано на держвипробування, які 15 травня призупинили через ненормальну роботу АМ-42.
У травні 1944 року успішно завершив держвипробування штурмовик Іл-10 з АМ-42, який показав високі льотні дані. Порівняння ЛТД варіанта Су-6 АМ-42 з Іл-10 було на користь першого. Сухівський штурмовик поступався ільюшинській машині за більшістю визначальних характеристик, насамперед, щодо його вищої рухливості та обороноздатності. У результаті було зроблено висновок про недоцільність запуску Су-6 з АМ-42 у серійне виробництво.
Головною причиною відмови від серійного виробництва стала відсутність у виробництві двигуна М-71, під який спочатку було спроектовано Су-6. Як «втішний приз», за створення двомісного штурмовика Су-6 М71Ф головний конструктор П.О. Сухий був удостоєний Сталінської премії першого ступеня, яку він передав до фонду оборони. 
Як пише О.В. Растренін («Летячі танки Іллюшина», 2018): « Якщо оцінювати машини, що конкурували, за сучасними методиками, то можна зробити невтішний висновок: на озброєння ВПС прийняли далеко не найвдалішу з них. Найкращим за бойової ефективності з-поміж літаків поля бою, що пройшли випробування навесні – влітку 1944 року, при вирішенні завдань авіаційної підтримки військ (в обороні та в наступі) був штурмовик Су-6 АМ-42 з 37-мм гарматами 11П. При порівнянних з Іл-10 льотних і маневрених даних «сухий» мав переваги зі свого озброєння і майже 1,6 разу перевершував «десятку» з бойової ефективності. Однак важливою перевагою Іл-10 перед Су-6 була відносна простота налагодження його масового виробництва - давалася взнаки наступність за технологією і багатьом принциповим рішенням з Іл-2»  .

## Конструкція[1]
- Су-6 М-71 - двомісний броньований штурмовик являв собою вільнонесучий одномоторний моноплан з низькорозташованим крилом, нормальним оперенням і шасі, що забирається в центроплан . Конструкція змішана: крило, центроплан і оперення були металеві, дерев'яний фюзеляж, обшивка рулів і елеронів полотняна.
- Фюзеляж - передня частина фюзеляжу повністю захищалася бронею, хвостова частина - фанерний монокок . Каркас фюзеляжу складався з чотирьох лонжеронів, кількох стрінгерів та шпангоутів, обшивка виклеювалася зі шпону . Ліхтар кабіни пілота зроблений з оргскла, нерухома та рухлива його частини кріпилися на алюмінієвому каркасі.
- Крило - складається з центроплану та двох відокремлених консолей. Центроплан та обидва лонжерони крила металеві, консолі крила дерев'яні. Механізація крила - елерони мали металевий каркас і полотняну обшивку, суцільнометалеві щитки.
- Хвостове оперення - кіль і стабілізатор суцільнометалевий, кіль мав кут заклинення по відношенню до осі фюзеляжу. стабілізатор закріплювався на фюзеляжі. Місця сполучення оперення з фюзеляжем закривалися залізами. Рулі висоти та напрямки мали металевий каркас та полотняну обшивку. Всі кермові поверхні були забезпечені керованими триммерами.
- Шасі - прибирається, класичне триопорне з милицею. Основні опори - одношаткові шасі забиралися назад у центроллан з розворотом коліс на 90 градусів. Миличне колесо забиралося назад у хвостовий обтічник. Прибирання та випуск шасі - гідравлічні, від помпи, встановленої на двигуні. Амортизація шасі масляно-пневматичне.
- Силова установка - двигун повітряного охолодження М-71Ф потужністю 2200 к.с. Конструкторське бюро Аркадія Швецова монтувалося на зварній рамі. Повітряний гвинт трилопатевий діаметром 3,25 м. Паливо розміщувалося в бензобаку розташованому під кабіною пілота. Бензобак ємністю 630 л був протектований і заповнювався інертним газом із вихідного колектора двигуна. Маслобак знаходився позаду двигуна на протипожежній перегородці.
- Озброєння - у залежності від модифікації літака авіаційні гармати 11-П-37 або ВЯ-23, кулемети ШКАС .

## Модифікації
| Назва моделі     | Короткі характеристики, відмінності. |
| ---------------- | --- |
| Су-6 М-71        | Серійний Су-6, що виробляється. Виготовлено лише фюзеляжі до 6 липня 1942 року. Наприкінці липня 1942 року всі роботи призупинено. Заділ законсервований. Було зроблено 5 екземплярів. |
| Су-6 М-71 (81)   | З березня 1941 до кінця квітня 1941 року проходив заводські льотні випробування в ЛІІ НКАП . У жовтні 1941 року проходив контрольні випробування в НДІ ВПС РСЧА без стрілецького озброєння. До листопада 1942 встановлено озброєння гармати А. Е. Нудельмана та А. С. Суранова 11-П-37 ОКБ-16 (80 снарядів). |
| Су-6 М-71 (82)   | У вересні 1941 року проходив скорочені заводські випробування у ЛІІ НКАП. Наприкінці 1941 року модифікований (на додаток до чотирьох крилових кулеметів ШКАС (3000 набоїв) було встановлено дві гармати ВЯ-23 калібру 23 мм з боєзапасом 230 снарядів). З 24 лютого по 12 березня 1942 року пройшов спільні із заводом № 289 державні випробування. 12 березня 1942 року сталася аварія двигуна М-71. За час випробувань було виконано 24 польоти із сумарним нальотом 15 год 30 хв. На початку липня 1942 з невеликими доробками, що включають поліпшення бронювання і огляду вперед-вниз вдруге проходив державні випробування спільно з заводом № 289. До грудня 1942 встановлено гармати Б. Г. Шпитального Ш-37 ОКБ-15 (80 снарядів).                                                                             |
| Су-6 М-71Ф (СА)  | Перероблений у двомісний варіант Су-6 М-71Ф (С2А) на початок березня 1943 року. 10 березня 1943 року почав проходити заводські льотні випробування. 19 червня 1943 року передано на державні випробування до НДІ ВПС. З 10 червня по 30 серпня 1943 року здійснив 42 польоти з нальотом 23 години 10 хвилин. |
| Су-6 М-71Ф (С2А) | Переобладнано в середині лютого 1944 року в Су-6 АМ-42 (розробку розпочато 2 грудня 1943 року. До 25 грудня 1943 року більшість робіт літаком було завершено). З 22 лютого 1944 року проходив заводські випробування. При першому випробуванні двигуна на землі стався розрив водорадіатора. До 28 лютого 1944 року було відновлено. До 21 березня 1943 року виконав 8 польотів із нальотом 4 години 50 хвилин. 28 квітня 1944 року з гарматами ВЯ-23 надійшов на державні випробування. 16 травня 1944 року випробування були припинені внаслідок абсолютно ненормальної роботи двигуна. Після заміни двигуна на новий екземпляр двигуна АМ-42, держвипробування було відновлено та тривало до липня 1944 року. Усього з 28 квітня 1944 року по 2 липня 1944 року здійснив 24 польоти з нальотом 10 годин 25 хвилин. |
| Су-6 (ЗОШ)       | Повнорозмірний макет натури. Зроблений у грудні 1940 року. |

## Тактико-технічні характеристики Су-6 М-71Ф зразка 1943 року

### Технічні характеристики
- Екіпаж: 2 особи
- Довжина: 9,24 м
- Розмах крила: 13,58 м
- Висота: 4,20 м
- Площа крила: 26 м²
- Маса порожнього: 4110 кг
- Нормальна злітна маса : 5534 кг
- Максимальна злітна вага: 6200 кг
- Двигун: 1× зіркоподібний М-71Ф
  - Потужність : 2200 л. с.

### Льотні характеристики
- Максимальна швидкість на великій висоті: 514 км/год
- Максимальна швидкість землі: 480 км/год
- Дальність льоту: 973 км
- Практична стеля : 8100 м
- Час набору висоти, хв/м: 10,6/5000

### Озброєння
- Стрілецьке озброєння :
  - 2×23 мм гармати ВЯ-23
  - 2 × 7,62 мм кулемету ШКАС (1400 патронів)
  - 1 х 12,7 мм кулемет УБТ (196 патронів)
- Бомбове навантаження: 400 кг бомб